# Агаков, Всеволод Георгиевич
Все́волод Гео́ргиевич Ага́ков (род. 2 января 1949, Сеткасы, Ядринский район, Чувашская АССР) — советский и российский математик, профессор. Ректор Чувашского государственного университета им. И. Н. Ульянова (2010—2013).

## Биография

### Вехи биографии
- 1949 г., 2 января — родился в семье учителей.
- 1966 г. — окончил Балдаевскую среднюю школу, поступил на физический факультет МГУ, специальность «Астрономия».
- служба в рядах Советской Армии в звании лейтенанта.
- 1975 г. — начало трудовой деятельности в Чувашском государственном университете.
- 1976—1979 гг. — учёба в аспирантуре МГУ им. М. В. Ломоносова по специальности «Астрофизика», специализация «Математическая астрофизика».
- 1980 г. — становится кандидатом физико-математических наук.
- 1983 г. — присвоено учёное звание доцента.
- с 1987 г. по настоящее время — заведующий кафедрой высшей математики.
- 1989 г. — выходит совместная с А. Л. Зельмановым монография «Элементы общей теории относительности» (М.: Наука, 1989. 235 с.).
- 1991—1993 гг. — декан факультета фундаментальной подготовки инженеров.
- 1992 г. — руководитель школы будущего инженера.
- 1993—2007 гг. — проректор по международным связям.
- 1994 г. — присвоено учёное звание профессора.
- 2001—2009 гг. — ответственный секретарь приёмной комиссии университета.
- 2003—2009 гг. — учёный секретарь университета.
- 2008—2009 гг. — проректор по учебной работе.
- 2010 г., 12 января — утверждён в должности ректора университета.
- 2013 г., октябрь — ректор становится фигурантом уголовного дела возбужденного по признакам преступления(мошенничество, совершенное организованной группой, в особо крупном размере) и ч.3 ст.30 УК РФ (покушение на преступление).[1]
- 2014 г., октябрь — Суд признал бывшего ректора и проректора виновными в посредничестве при покушении на мошенничество с использованием служебного положения (ч. 5 ст. 33, ч. 3 ст. 30 — ч. 4 ст. 159 УК РФ). Им назначено 4 года лишения свободы условно со штрафом в размере 600 тыс. рублей каждому.[2]

### Рождение, ранние годы
Агаков В. Г. родился 2 января 1949 года в деревне Сеткасы Ядринского района Чувашской АССР в семье учителей. Отец — Георгий Агаков, преподавал литературу в сельской школе; умер, когда сыну Всеволоду не было и семи лет. Мать — Мария Васильевна, 40 лет преподавала в начальных классах, в войну работала директором школы. По словам В. Г. Агакова, от матери от перенял главное — умение учиться.
В начальной школе увлёкся астрономией. В пятом классе смастерил свой первый телескоп.
Одной из самых любимых книг является роман Э. Л. Войнич «Овод», который на чувашском языке прочитал ещё в школьные годы.
В 1966 году окончил Балдаевскую среднюю школу и поступил на физический факультет МГУ имени М. В. Ломоносова, специальность «Астрономия».

### Становление
В 1973 году окончил Московский государственный университет имени М. В. Ломоносова по специальности «Астрономия». В 1973—1975 гг. проходил службу в Советской Армии на офицерских должностях. В 1975 году начал работать в Чувашском государственном университете имени И. Н. Ульянова. В 1976—1979 гг. обучался в аспирантуре МГУ им. М. В. Ломоносова по специальности «Астрофизика», специализация «Математическая астрофизика».
В 1980 году становится кандидатом физико-математических наук, в 1983 году присвоено учёное звание доцента.

### Расцвет, зрелые годы
С 1987 года по настоящее время В. Г. Агаков является заведующим кафедры высшей математики. В 1991—1993 гг. работал деканом факультета фундаментальной подготовки инженеров. Как заведующий кафедрой высшей математики и как декан факультета внес большой вклад в совершенствование учебного процесса и подготовку высококвалифицированных инженерных кадров для Чувашской Республики и других регионов Российской Федерации на инженерно-технических факультетах университета.
Начиная со студенческих лет, долгие годы работал с А. Л. Зельмановым, которого называет своим Учителем и в науке, и по жизни. Совместная монография А. Л. Зельманова и В. Г. Агакова «Элементы общей теории относительности» вышла в 1989 году в издательстве «Наука».
В 1994 году В. Г. Агакову присвоено учёное звание профессора.
В 1993—2007 гг. В. Г. Агаков работал в должности проректора по международным связям, внес значительный вклад в создание университетом системы непрерывной подготовки иностранных специалистов в условиях многоуровневой структуры образования.
В январе 2008 года был назначен проректором по учебной работе. В 2003—2009 гг. состоял учёным секретарем Чувашского государственного университета. В 2001—2009 гг. был ответственным секретарём приемной комиссии университета.
Приказом Федерального агентства по образованию в соответствии с решением конференции коллектива ЧГУ им. И. Н. Ульянова 12 января 2010 года В. Г. Агаков утверждён в должности ректора Чувашского государственного университета им. И. Н. Ульянова.
Через полгода прихода его к власти, летом 2010 года, университетом была проведена масштабная кампания по выселению 40 семей сотрудников из общежития.

### Уголовное преследование
В октябре 2013 г. ректор Чувашского государственного университета им. И. Н. Ульянова Всеволод Агаков стал фигурантом уголовного дела. В отношении руководителя вуза и ещё троих сотрудников ЧГУ расследуется дело о попытке мошенничества со служебными квартирами. Речь шла о двух двухкомнатных квартирах в Чебоксарах, которые были переданы государством Чувашскому госуниверситету на праве оперативного пользования. Следствие считает, что была попытка незаконной приватизации данных квартир со стороны двоих сотрудников Чувашского госуниверситета — руководителя районного филиала ЧГУ и одного из преподавателей вуза. Документы поступили в Управление Росреестра по Чувашии для оформления права собственности на квартиры, однако дальнейшие действия были пресечены сотрудниками правоохранительных органов .
В октябре 2014 г. судом было установлено, что доцент медицинского факультета и директор Батыревского филиала с целью хищения чужого имущества пытались незаконно оформить в свою собственность две служебные квартиры. Зная об этом, ректор и проректор университета оказали им активное содействие в оформлении документов. Суд признал бывшего ректора и проректора виновными в посредничестве при покушении на мошенничество с использованием служебного положения (ч. 5 ст. 33, ч. 3 ст. 30 — ч. 4 ст. 159 УК РФ). Им назначено 4 года лишения свободы условно со штрафом в размере 600 тыс. рублей каждому .

## Награды и звания
- Почётные грамоты Государственного совета Чувашской Республики,
- Почётная грамота Министерства общего и профессионального образования Российской Федерации,
- благодарность Министра образования Российской Федерации.
- Лауреат премии Поволжской ассоциации классических университетов.
- «Заслуженный профессор Чувашского государственного университета»,
- «Заслуженный работник образования Чувашской Республики»,
- «Почётный работник высшего профессионального образования Российской Федерации».

## Список научных трудов
Агаков В. Г. автор 175 научных, учебных и методических работ (в том числе более 30 монографий, учебных и справочных пособий) по математической теории гравитации, релятивистской космологии, общей теории относительности, приложениям теории вероятностей в электронике, вопросам преподавания математики в школах и вузах, проблемам средней и высшей школы.
- Элементы общей теории относительности / А. Л. Зельманов, В. Г. Агаков. — М.: Наука, 1989. — 235,[1] с., ил.
- Элементарная математика и начала анализа. Учебное пособие для слушателей подготовительных отделений вузов.